# Коньков, Павел Алексеевич
Па́вел Алексе́евич Конько́в (род. 19 сентября 1958, Иваново, РСФСР, СССР) — российский государственный и политический деятель. Губернатор Ивановской области с 19 сентября 2014 по 10 октября 2017 (временно исполняющий обязанности губернатора Ивановской области с 16 октября 2013 по 19 сентября 2014). Депутат Ивановской областной Думы VII созыва с 2018.

## Биография
Павел Коньков родился 19 сентября 1958 года в городе Иваново в семье рабочих.
С золотой медалью окончил среднюю школу № 32 и с отличием Московский текстильный институт. Прошёл обучение в Стокгольмской школе экономики [когда?]

. Работал в Подмосковье на Климовском машиностроительным заводе, учился в аспирантуре.
В 1984 году вернулся в родной город и поступил на работу в Ивановский завод текстильного машиностроения, где прошёл трудовой путь от мастера до начальника производства.
С 1996 года — в бизнесе. Последовательно занимал должности начальника отдела, технического директора, президента компании «Мегаполис». Являлся генеральным директором и председателем совета директоров Колобовской ткацкой фабрики. Был исполнительным директором отделочной фабрики «Красный Октябрь».
В 2003 году избран депутатом Законодательного собрания Ивановской области III созыва. 13 февраля 2003 года избран председателем Законодательного собрания Ивановской области.
В ноябре 2004 года покинул пост председателя из-за разногласий с другими депутатами, одновременно был исключён из партии «Единая Россия». Вскоре возглавил Ивановское текстильное объединение.

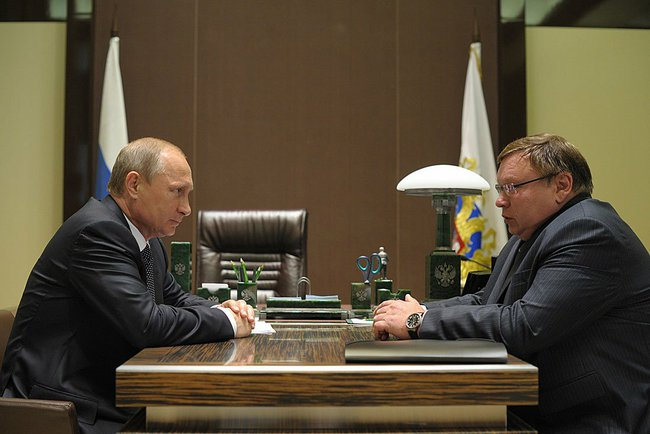
Встреча с Президентом России Владимиром Путиным. 19 августа 2014 года

В 2008 году стал председателем совета директоров ОАО «Яковлевский льнокомбинат», оставался председателем совета директоров Ивановского текстильного объединения.
С 2008 года — председатель регионального отделения Российского союза предпринимателей текстильной и легкой промышленности. Стал председателем попечительского совета ОГОУ «Шуйский детский дом».
С октября 2008 года — первый заместитель Председателя Правительства Ивановской области, руководитель комплекса экономического развития региона, в этом же году был восстановлен в партии «Единая Россия».
16 октября 2013 года Указом Президента Российской Федерации назначен временно исполняющим обязанности Губернатора Ивановской области. Сменил на этой должности Михаила Александровича Меня, получившего должность в Правительстве России.
На выборах Губернатора Ивановской области 14 сентября 2014 года Коньков одержал победу, набрав 80,32 % голосов избирателей.
19 сентября 2014 года вступил в должность Губернатора Ивановской области.
10 октября 2017 года освобождён от должности указом Президента России досрочно по собственному желанию.
9 сентября 2018 года избран депутатом Ивановской областной Думы по единому областному избирательному округу в составе списка кандидатов, выдвинутых партией «Единая Россия». Член комитета по жилищной политике и жилищно-коммунальному хозяйству.
31 мая 2019 года задержан следователями СКР в рамках расследуемого уголовного дела о коррупционном преступлении (статья 160, часть 4 УК РФ). Расследование завершено в мае 2020 года. 22 июня 2020 года группа «Продо» погасила долг «Ивановского бройлера», вернув в бюджет региона 710 млн рублей. Находится под домашним арестом, знакомится с материалами уголовного дела, перед передачей его в суд.

## Награды
- Орден Дружбы (15 ноября 2017 года)[8];
- Медаль ордена «За заслуги перед Отечеством» II степени (2004 год)[1];
- Грамоты и благодарности Губернатора Ивановской области;
- Почётный текстильщик Российской Федерации.

## Семья
Женат. Двое взрослых сыновей. На данный момент [2023] вместе с семьёй проживает в г. Иваново.